# Joseph Tembwe Mayuni
Joseph Tembwe Mayuni (* 20. Jahrhundert in Südwestafrika) ist der König der Mashi, einem Clan der Lozi im  Caprivizipfel, in der Region Sambesi, im äußersten Nordosten Namibias. Er steht als Fumu seit 2004 der Traditionellen Verwaltung der Mashi mit Sitz in Choi vor.
Sein Status als König wird seit Jahren umstritten.
Mayuni spricht sich, wie auch sein Amtskollege Liswani III. der Masubia, klar gegen eine staatliche Unabhängigkeit des Caprivizipfels aus. Dieser Wunsch hatte Ende der 1990er Jahre zum Caprivi-Konflikt geführt.
Mayuni gilt weit über die Grenzen Namibias hinaus als Verfechter des Naturschutzes und setzte sich bereits 1997 bei der CITES für die legale Nutzung der namibischen Elfenbeinreserven ein. Mayuni gilt als Initiator der ersten Conservancies in der Region. Er erhielt diverse Auszeichnungen für seine Naturschutzinitiativen.